# 崔玉泳
崔 玉泳（チェ・オギョン、朝鮮語: 최옥영、1959年3月28日 - ）は、大韓民国の彫刻家、教授。
朴信正と共にハスラアートワールドを共同設立し、王山造形研究所所長職を歴任した。

## 略歴
元 ハスラアートワールド 共同代表
前 寧越若いYパーク 総括企画
江陵原州大学校 芸術体育大学 美術学科 教授
社団法人 ワンサン 理事長
王山造形研究所 所長

## 学歴
江陵大学校（現・江陵原州大学校） 芸術体育大学 彫塑科 学士
弘益大学校 大学院 彫塑科 修士

## 活動
- 2011年 アメリカ ボストン国際芸術カンファレンス
- 2015年 カンボジア・コトラ韓国貿易館招待大地美術プロジェクト
- 2016年 カンボジア・コトラ韓国貿易館招待大地美術プロジェクト
- 2017年 カンボジア・コトラ韓国貿易館招待大地美術プロジェクト